# 美國陸軍第41步兵師
第41步兵師（英語：41st Infantry Division）是美國陸軍的師級部隊，來自愛達荷州、蒙大拿州、俄勒岡州、華盛頓州、懷俄明州的國民兵部隊組成，參與第一次世界大戰和第二次世界大戰。其血統由1965年成立的第41步兵旅繼承。